# جيني تشانغ (ممثلة)
جيني تشانغ (بالصينية: 張嘉倪) هي ممثلة صينية، ولدت في 22 يونيو 1987 في تشنغدو في الصين.